# Pseudisothecium
Pseudisothecium là một chi rêu trong họ Lembophyllaceae.